# FC Pune City
Football Club of Pune City foi um clube de futebol da Índia, sediado na cidade de Pune. Participava da Indian Super League, e foi dissolvido em 2019, devido a dificuldades financeiras e tecnicas.
O clube foi fundado em 2014, com o objetivo de estimular o crescimento e desenvolvimento do futebol no estado de Maharashtra e participar da temporada inaugural da Superliga Indiana de 2014.
A equipe era de propriedade do Grupo Rajesh Wadhawan, seus promotores Sr. Kapil Wadhawan e Sr. Dheeraj Wadhawan e o ator Arjun Kapoor.